# Minh Phương
Minh Phương là một phường thuộc thành phố Việt Trì, tỉnh Phú Thọ, Việt Nam.
Phường Minh Phương có diện tích 3,27 km², dân số năm 1999 là 5.258 người, mật độ dân số đạt 1.608 người/km².

## Đình Vân Cơ
Đình làng Vân Cơ thờ Vua Đinh Tiên Hoàng, vị Hoàng đế đã về đây chiêu mộ nhân dân Phong Châu - Phú Thọ ngày nay dẹp loạn 12 sứ quân và giành thắng lợi ở thế kỷ thứ X. Địa bàn phường Minh Phương cũng như cả thành phố Việt Trì và phía đông tỉnh Phú Thọ xưa thuộc vùng kiểm soát của sứ quân Kiều Công Hãn, còn nửa phía tây Phú Thọ thuộc lãnh địa của sứ quân Kiều Thuận. Năm 967, Đinh Bộ Lĩnh đã về đây đánh dẹp sứ hai quân này và được người dân địa phương ủng hộ. Chiến tranh kết thúc năm 968, Đinh Bộ Lĩnh lên ngôi Hoàng đế. Dựa theo truyền thuyết và các tài liệu lịch sử, dã sử thì vị thần thờ ở đình Vân Cơ cũng giống ở đình Nông Trang (đều thuộc Việt Trì) thờ là vua Đinh Tiên Hoàng vị anh hùng dân tộc Việt Nam đã có công lớn trong việc dẹp loạn 12 sứ quân, thống nhất Quốc gia, mở nền độc lập cho Đất nước từ thế kỷ X.